# Scyllarus planorbis
Scyllarus planorbis is een tienpotigensoort uit de familie van de Scyllaridae. De wetenschappelijke naam van de soort is voor het eerst geldig gepubliceerd in 1969 door Holthuis.